# Периклін
Периклін — це форма альбіту, що виявляє видовжені призматичні кристали.
Двійникування перикліну — це тип «побратимування» кристалів, який демонструє тонкі паралельні пластинки близнюків, які зазвичай знаходяться в мікрокліні лужних польових шпатів Утворення двійників є результатом структурної трансформації в зонах між високою та низькою температурою.